# Slaget vid Guruslau
Slaget vid Guruslau den 3 augusti 1601, ett fältslag vid Guruslau i Transsylvanien, där den rumänske nationalhjälten Mihai Viteazul (Mikael den tappre) tillsammans med den österrikiske generalen Georgius Basta besegrade Sigismund Báthori som gripit makten i Transsylvanien.